# Bieriesławka
Bieriesławka (ros. Береславка) – osiedle w Rosji, w obwodzie wołgogradzkim, w rejonie kałaczowskim. W 2010 liczyło 4616 mieszkańców.